# Večerní úbor
Večerní úbor (v originále Tenue de soirée) je francouzská černá komedie z roku 1986, kterou režíroval Bertrand Blier podle vlastního scénáře. Snímek měl světovou premiéru 23. dubna 1986.

## Děj
Antoine a Monique jsou pár. Jednoho večera, když jsou na plese, se pohádají. Do jejich hádky vstoupí cizí muž jménem Bob. Brání Antoina a po Monique hodí svazek bankovek. Tváří v tvář charismatu tohoto muže se pár dohodne, že mu budou pomáhat při vloupání do měšťanských domů. Zdá se, že Bob se více zajímá o Antoina než o Monique. Ta, když vidí, jak se její životní úroveň díky Bobovi zvyšuje, dokonce povzbuzuje Antoina, aby podlehl prosbám a začal s ním homosexuální vztah.
Antoine nakonec podlehne, ale ztratí Monique, která se brzy stane prostitutkou u pasáka jménem Pedro. Bob manipuluje s Antoinem a tlačí ho do transvestitismu. Jejich vztah se ale rychle zhoršuje, zejména kvůli Bobovým nevěrám. Antoine mu vyhrožuje a zraní ho zbraní. Následně se znovu sejdou s Monique a všichni se živí prostitucí, přičemž oba muži vystupují jako transvestité.

## Obsazení
| Michel Blanc           | Antoine              |
| Gérard Depardieu       | Bob                  |
| Miou-Miou              | Monique              |
| Michel Creton          | Pedro                |
| Jean-François Stévenin | muž v posteli        |
| Mylène Demongeotová    | žena v posteli       |
| Jean-Pierre Marielle   | bohatý muž v depresi |
| Caroline Silhol        | žena bohatého muže   |
| Jean-Yves Berteloot    | muž na diskotéce     |
| Bruno Cremer           | milovník umění       |
| Maurice Travail        | klient Monique       |
| Dominique Besnehard    | přítel Boba          |
| Bernard Farcy          | přítel Boba          |
| Michel Such            | svůdník              |
| Michel Pilorgé         | automobilista        |

## Ocenění
- Filmový festival v Cannes: Cena za nejlepší mužský herecký výkon pro Michela Blanca; nominace na Zlatou palmu pro Bertranda Bliera
- National Board of Review: Cena pro nejlepší zahraniční film
- César: nominace v kategoriích nejlepší film, nejlepší režie (Bertrand Blier), nejlepší scénář (Bertrand Blier), nejlepší filmová hudba (Serge Gainsbourg), nejlepší střih ( Claudine Merlin), nejlepší herec (Michel Blanc), nejlepší herečka (Miou-Miou), nejlepší zvuk (Dominique Hennequin a Bernard Bats)